# グレートスラッガーズ NEWワールドスタジアム
『グレートスラッガーズ NEWワールドスタジアム』（GREAT SLUGGERS NEW WORLD STADIUM）は、1993年11月にナムコ（現:バンダイナムコエンターテインメント）がリリースした日本のアーケード用野球ゲーム作品。基板は、NB-1 SYSTEMを使用。
1994年には、日本及び北米でそれぞれ異なる内容の『グレートスラッガーズ'94』（GREAT SLUGGERS Featuring 1994 Team Rosters）がリリースされた。本項では、それについても解説する。

## 概要
1986年に第1作『プロ野球ファミリースタジアム』（ファミコン用ソフト。『ファミスタ』）がリリースされて以来、ナムコの看板シリーズ作品となっていたファミスタシリーズは、1988年の『プロ野球ワールドスタジアム』より自社製基板によるアーケードゲームの展開を開始。1991年から1993年6月までは『SUPERワールドスタジアム』（SWS）シリーズ4タイトルがリリースされていた。本作では、前作まで使用していたSYSTEM IIからNB-1 SYSTEMへ基板を変更したことに伴いファミスタシリーズの代名詞とも言えるデフォルメされた体格の選手モデルを離れて八頭身モデルを採用し、リアル路線への大胆な転換を図っている。
1993年リリースの第1作は前作にあたるSWS'93激闘版までと同様に、日本野球機構（NPB）の許諾を得て日本プロ野球の12球団及び選手が実名で登場する（家庭用ファミスタシリーズにある、ナムコスターズを始めとするオリジナルチームは登場しない）。
第2作『'94』は日本版は引き続きNPB公認により同年シーズン途中のデータを収録。北米版では現地に会わせてメジャーリーグベースボール（MLB）が題材となっており、1994年シーズン途中のMLB全28球団と選手が実名で登場。ゲーム中のメッセージも全て英語となっている。
BGMは相原隆行と石川隆之が担当。熱戦モードでは球団ごとに球団歌ないし公式応援歌が共通BGMの代わりに演奏されるが、ヤクルトスワローズは球団歌『とびだせヤクルトスワローズ』ではなく『東京音頭』が演奏される。

### ファミスタシリーズ上における扱い
上記の通り、選手モデルの大幅な変更により従来のファミスタシリーズとは画面構成やゲーム性に大きな相違が生じているがアーケードにおける「ワールドスタジアム」シリーズを継承する意味で副題に「NEW WORLD STADIUM」を冠しているため一応、ファミスタシリーズの一作として扱われている。但し、続編の『'94』は副題から「NEW WORLD STADIUM」が除かれており、ファミスタシリーズからスピンオフを経て独立した作品とも取れる。
結局、アーケードでは1995年から2001年まで再びSWSへ回帰し、選手モデルもファミスタシリーズの原点に帰ったデフォルメ体型となっている（1998年以降は、若干頭身が高くなっている）。

## 特徴
SWSに比べて、以下の通り試合前に設定可能な項目が増加している。
- 先攻 / 後攻
- DH制の有無
- 守備モード（マニュアル/オートを内・外野別に設定可能）
- 打順（スターティングメンバーの組み換えのみで、控え選手との入れ替えは不可）
- BGM（熱戦モード/BGMモード）
- 球場（後述）

また、SWS'92激闘版より追加されたディップスイッチの設定で特定球団を贔屓する「特別仕様モード」も継承されている。

## 球場
以下の4種類が選択可能。球場データの一部はSWSから流用している。
- ヒルサイド - 西武ライオンズ球場がモデル。人工芝。
- トラッド - 阪神甲子園球場がモデル。外野が天然芝、内野が土。前作までの「こーしえん」を流用。
- アーバン - 明治神宮野球場がモデル。人工芝。
- 開閉ドーム - 福岡ドームがモデル。人工芝。

### 北米版『'94』の球場
北米版『'94』で選択可能な球場は以下の2種類となっている。
- Traditional - ヤンキー・スタジアム（初代）がモデル。内外野とも天然芝。
- Modern - 開閉ドームに同じ。

## サウンドトラック
1995年9月21日にビクターエンタテインメントよりナムコ・ゲームサウンド・エクスプレスVOL.21としてアルバムCDで発売。タイトルは『ナムコ・ゲームサウンド・エクスプレスVol.21 グレートスラッガーズ』。
- 商品番号：VICL-15045

## 備考
SWS復活以降リアル路線のリリースが途絶えていたが、2作目から8年後の2002年には、フジテレビとタイアップしてアーケードとPlayStation 2（PS2）でリアル路線を採用した野球ゲームとなる『熱チュー!プロ野球2002』をリリース。現在のところ『熱チュー!プロ野球2002』がナムコ及びバンダイナムコゲームスのアーケードにおける野球ゲームの最終作となっている。アーケード版では本シリーズの「特別仕様モード」に近い機能が導入された。
アーケードでの野球ゲーム開発停止後も、『熱チュー!プロ野球』はPS2でシリーズとして2004年までに4作（マイナーチェンジ版含む）を発売。2005年に『ベースボールライブ2005』、2006年と2007年には実質的な後継作となる『プロ野球 熱スタ』シリーズ2作が発売されたが、熱スタ2007を最後にリアル路線の野球ゲームは作られていない。